# Bataille d'Eliksem
Guerre de Succession d'Espagne
Batailles
Campagnes de Flandre et du Rhin
- Landau (1702)
- Friedlingen (1702)
- Kehl (1703)
- Ekeren (1703)
- Höchstädt (1703)
- Spire (1703)
- Schellenberg (Donauworth) (1704)
- Blenheim (1704)
- Landau (1704)
- Vieux-Brisach (1704)
- Eliksem (1705)
- Ramillies (1706)
- Stollhofen (1707)
- Cap Béveziers (1707)
- Cap Lizard (1707)
- Audenarde (1708)
- Wynendaele (1708)
- Lille (1708)
- Gand (1708)
- Malplaquet (1709)
- Douai (1710)
- Bouchain (1711)
- Denain (1712)
- Bouchain (1712)
- Douai (1712)
- Landau (1713)
- Fribourg (1713)

Campagnes d'Italie
- Carpi (1701)
- Chiari (1701)
- Crémone (1702)
- Luzzara (1702)
- Verceil (1704)
- Cassano (1705)
- Nice (1705-1706)
- Calcinato (1706)
- Turin (1706)
- Castiglione (1706)
- Toulon (1707)
- Gaeta (1707)
- Cesana (1708)
- Syracuse (1710)

Campagnes d'Espagne et de Portugal
- Cadix (1702)
- Vigo (navale 1702)
- Cap de la Roque (1703)
- Gibraltar (août 1704)
- Ceuta (1704) (es)
- Málaga (1704)
- Gibraltar (1704-1705)
- Marbella (1705)
- Montjuïc (1705)
- Barcelone (1705)
- Badajoz (1705)
- Barcelone (1706)
- Murcie (1706) (es)
- El Albujón (1706) (es)
- Santa Cruz de Ténérife (1706) (en)
- Almansa (1707)
- Xàtiva (1707)
- Ciudad Rodrigo (1707) (en)
- Lérida (1707)
- Tortosa (1708)
- Minorque (1708)
- Gudiña (1709)
- Almenar (1710)
- Saragosse (1710)
- Brihuega (1710)
- Villaviciosa (1710)
- Barcelone (1713-1714)

Campagnes de Hongrie
- Saint-Gotthard (1703) (en)
- Biskupice (1704) (en)
- Smolenice (1704) (en)
- Koroncó (1704) (en)
- Zsibó (1705) (en)
- Saint-Gotthard (1705) (en)
- Trenčín (1708) (en)

Antilles et Amérique du sud
- Santa Marta (1702)
- Guadeloupe (1703)
- Nassau (1703)
- Colonia del Sacramento (1704)
- Carthagène (1708)
- Rio (1710)
- Carthagène (1711)
- Rio (1711)
- Cassard (1712)

La bataille d'Eliksem, 18 juillet 1705, également connue sous le nom de la Traversée des lignes du Brabant et de bataille d'Alincourt est livrée pendant la guerre de Succession d'Espagne. Le duc de Marlborough perce avec succès les lignes françaises de Brabant, un ensemble de systèmes défensifs en forme d'arc s'étirant sur environ 115 km d'Anvers à Namur. Bien qu'il ne pût aboutir à une bataille décisive, la percée puis la destruction de ces lignes allait s'avérer déterminante pour les Alliés lors de la bataille de Ramillies une année plus tard.

## Prélude de la bataille
Dès le début de la campagne militaire, Marlborough tenta d'envahir la France en franchissant la vallée de la Moselle. Cette avancée fut stoppée par une pénurie de nourriture dans l'armée anglo-hollandaise ainsi que par une excellente position défensive française sur le front de Sierck. Ainsi, Marlborough et son armée furent rappelés par le gouverneur des Provinces-Unies quand le maréchal Villeroi attaqua et prit la forteresse de Huy et menaça directement de ce fait la ville de Liège. S'étant précipité pour revenir aux Pays-Bas, Marlborough força Villeroi à se retirer derrière ses lignes de défense et reprit Huy, puis planifia une percée à travers les lignes françaises pour forcer Villeroi à livrer bataille.

## La percée des lignes françaises
Au soir du 17 juillet 1705, Marlborough envoya les troupes hollandaises sous le commandement du maréchal Overkirk au sud, vers Namur, attirant après eux Villeroi et 40 000 hommes. Durant la nuit, Marlborough en profita pour marcher vers le nord avec ses seules troupes anglaises et écossaises. Il atteignit le petit village d'Eliksem et franchit les lignes adverses sans rencontrer de résistance. Tôt dans la journée d'après, pendant que les hommes d'Overkirk rebroussaient désormais chemin vers le nord pour rejoindre Marlborough, un détachement français attaqua la petite armée de troupes alliées établie à l'ouest des lignes, faisant face au sud. À la suite d'un bref mais intense combat de cavalerie, dans lequel Marlborough fut personnellement engagé, les Français furent repoussés, et Villeroi dut retirer son armée et se replier en direction de l'ouest, derrière la rivière Dyle.

## Conséquences
Ne pouvant poursuivre les Français - ses hommes étant épuisés à la fois par la longue marche de nuit et par l'intense bataille à laquelle ils avaient participé - Marlborough espéra néanmoins pouvoir contraindre à nouveau Villeroi à se battre. Cependant, le mois qui suivit la percée ne vit que des manœuvres stériles à l'ouest des lignes où s'était déroulé le combat. Utilisant des wagons chargés de ravitaillement pour accroître sa mobilité et réduire sa dépendance vis-à-vis de ses lignes de communication et d'approvisionnement, il finit par réussir à contraindre Villeroi à faire front près du village de Waterloo, en Belgique mais la bataille qu'il souhaitait n'eut pas lieu en raison du veto imposé par les députés des Provinces Unies, notamment le général Slangenburg. Le duc de Marlborough dut se contenter de la capture de la forteresse de Léau et du démantèlement des lignes du Brabant entre cette ville et la Meuse.